# Мифы моего детства
«Ми́фы моего́ де́тства» — российский художественный фильм 2005 года режиссёра Юрия Фетинга.

## Сюжет
Действие этой поэтической картины разворачивается в маленьком посёлке Недвиговка на берегу Азовского моря в начале 1960-х годов. Подростки страстно мечтают о любви, о которой пока знают только из рассказов «бывалых» людей. 16-летний Игнат (Денис Касимов) первый узнаёт настоящее чувство. Его любовь к прекрасной авантюристке (Ирина Патракова), выдающей себя за столичную певицу, становится губительной. Это история первой любви и предательства. В ткань фильма вплетены смешные и невероятные местные легенды и мифы. Три тысячелетия назад на месте этого приморского поселка находился алтарь языческой богини смерти, и некоторые местные жители до сих пор верят, что каждые сто лет она возвращается сюда за новыми жертвами.

## Награды
- Конкурс профессиональных премий к/с «Ленфильм» «Медный всадник» Лучший сценарий (Андрей Кравчук и Юрий Фетинг) 2005[1]
- ОКФ «Киношок» в Анапе  Приз за лучшую мужскую роль (Денис Касимов) 2005

## Критика
Член жюри кинофестиваля «Киношок» 1995 года Валентин Черных посчитал просто неприличным то, что, несмотря на особое подчёркивание режиссёром Юрием Фетингом того момента, что действие претендующей на портрет времени ленты «Мифы моего детства» происходит летом 1961 года, в ней нет ни слова о Гагарине, отправившемся в космос в апреле того же года, а всё внимание обращено на сексуально-криминальную страсть между взрослой женщиной и юным мальчиком.
По утверждению кинокритика Михаила Трофименкова черноморская грязелечебница является центром действия в фильме «Мифы моего детства», снятом в жанре ретродрамы про конец 1950-х годов. Замыслом авторов было адаптировать эстетику Эмира Кустурицы к отечественной фактуре, но честолюбивому замыслу не посчастливилось раствориться в не очень, по выражению Трофименкова, аппетитном хаосе происходившего на экране.